# Lasiomma latipenne
Lasiomma latipenne är en tvåvingeart som först beskrevs av Zetterstedt 1838.  Lasiomma latipenne ingår i släktet Lasiomma, och familjen blomsterflugor. Arten är reproducerande i Sverige.